# Charlotte Forten Grimké
Charlotte Forten Grimké (1837-1914) amerykańska nauczycielka, działaczka społeczna, pisarka i poetka.

## Życiorys
Charlotte Louise Bridges Forten Grimké urodziła się 17 sierpnia 1837 roku w Filadelfii. Była Afroamerykanką. Jej rodzicami byli Robert Bridges Forten (1813 - 1864) i Mary Virginia Woods Forten (1814 - 1840). Wcześnie straciła matkę. Jej rodzina była na tyle bogata, że mogła sobie pozwolić na to, żeby nie posyłać córki do publicznej szkoły, w której obowiązywała segregacja rasowa. Ukończyła Higginson Grammar School (1855). Była tam jedyną uczennicą pochodzenia afrykańskiego na 200 uczniów. Wtedy też opowiedziała się po stronie przeciwników niewolnictwa. W 1856 zaczęła pracę w studium nauczycielskim (Salem National School for Teachers). Była pierwszą Afroamerykanką, która uczyła tam białych. Następnie pracowała jako nauczycielka w Eppes Grammer School. Po dwóch latach wykonywania zawodu była zmuszona porzucić to zajęcie z powodów zdrowotnych. W 1858 roku powróciła do Filadelfii.  W czasie wojny domowej za rekomendacją Johna Greenleafa Whittiera pracowała jako nauczycielka wyzwolonych niewolników na St. Helena Island in w Karolinie Południowej (1862 - 1864) w ramach projektu Civil War’s Port Royal Experiment. 19 grudnia 1878 roku poślubiła Francisa Grimké. Miała wtedy czterdzieści jeden lat. Francis Grimké był od niej młodszy o trzynaście lat. Urodził się jako niewolnik. Po zniesieniu niewolnictwa poszedł do Princeton Theological Seminary i został pastorem. Małżonkowie przeprowadzili się do stolicy, gdzie wielebny pełnił posługę w kościele prezbiteriańskim na piętnastej ulicy. Autorka urodziła córkę Theodorę Cornelię Grimké, która zmarła w dzieciństwie. Zmarła 23 lipca w 1914 roku w Waszyngtonie. Przyczyną śmierci był zator mózgu. Jej mąż zdecydował się pozostać wdowcem. Dom w Waszyngtonie, w którym Charlotte Forten Grimké mieszkała z mężem został wpisany na listę dziedzictwa historycznego USA. 
Przez cztery lata Charlotte Forten Grimké wychowywała krewną swojego męża, późniejszą poetkę Angelinę Weld Grimké, która zamieszkała z nimi, gdy miała czternaście lat.

## Twórczość
Charlotte Forten Grimké jest znana jako poetka i autorka dzienników. Wiersze poetki wyrażały jej poglądy społeczne i były skierowane przeciwko niewolnictwu. Pisać wiersze zaczęła częściowo pod wpływem ciotki, Sary (Sarah) Forten. Jej dzienniki obejmują czasy Wojny secesyjnej i pierwszych lat powojennych, jak również przełomu lat osiemdziesiątych i dziewięćdziesiątych XIX wieku.